# Paul Odlin
Paul Odlin (17 de setembro de 1978) é um ciclista profissional neozelandés.
Começou a destacar em 2007 quando foi terceiro no Campeonato de Oceania em Estrada e quarto no Campeonato de Oceania Contrarrelógio quando ainda era amador. Em 2011 converteu-se em profissional ao fichar pela equipa neozelandés do Subway Cycling Team (primeira equipa ciclista profissional da Nova Zelândia) onde no 2012 se fez ganhador do UCI Oceania Tour de 2011-2012 ao ganhar o Campeonato de Oceania em Estrada e ser segundo no Campeonato de Oceania Contrarrelógio.

## Palmarés
2008 (como amador)
- 3.º no Campeonato Oceânico em Estrada
- 2.º no Campeonato da Nova Zelândia Contrarrelógio
- 1 etapa do Tour de Wellington

2012
- Campeonato da Nova Zelândia Contrarrelógio
- 2.º no Campeonato Oceânico Contrarrelógio
- Campeonato Oceânico em Estrada

2013 (como amador)
- 3.º no Campeonato da Nova Zelândia Contrarrelógio
- Campeonato Oceânico Contrarrelógio

## Equipas
- Subway Cycling Team (2011-2012)